# Gaußsches Gesetz
Das Gaußsche Gesetz, auch Satz von Gauß, beschreibt in der Elektrostatik und Elektrodynamik den elektrischen Fluss durch eine geschlossene Fläche. Da das Gesetz in gleicher Weise auch für die klassische Gravitationstheorie formuliert werden kann, beschreibt es entsprechend den Fluss des gravitativen Beschleunigungsfeldes durch eine geschlossene Fläche. Es handelt sich um eine Anwendung des Satzes von Gauß-Ostrogradski. Es ist auch unter diesem Namen bekannt.
Wie das Ampèresche Gesetz, das Analogon für den Magnetismus gilt, ist auch das Gaußsche Gesetz eine der vier Maxwellschen Gleichungen (die erste) und somit fundamental für die klassische Elektrodynamik. Im Falle der Gravitation ergibt sich eine Gleichung, die bis auf einige Konstanten gleichwertig mit der ersten Maxwellgleichung ist.

## Integrale Form
Für jedes Vektorfeld ist der Begriff des Flusses definiert. Man denke sich einen Körper mit der Ladung {\displaystyle Q}, der von einer orientierten, geschlossenen Fläche {\displaystyle A} umgeben ist. Die Fläche kann dabei beliebig geformt sein, es kann eine Kugel sein oder ein beliebig verbeulter Ballon. Die nach der Feldvorstellung von der Ladung ausgehenden Feldlinien fließen nun durch diese Oberfläche, genau wie Wasser durch die Oberfläche flösse, gäbe es innerhalb der Fläche eine Quelle oder eine Senke.
Der Fluss einer Ladung außerhalb von {\displaystyle A} fließt auf der einen Seite herein, aber auf der anderen Stelle wieder hinaus. Der Gesamtfluss hängt also nur von der eingeschlossenen Ladung {\displaystyle Q} ab. Der Kernpunkt des Gesetzes ist, dass der Gesamtfluss tatsächlich gleich {\displaystyle Q} ist.
Die Oberfläche {\displaystyle A} wird in kleine vektorielle Flächenelemente {\displaystyle \mathrm {d} {\vec {A}}} unterteilt, deren Betrag der Flächeninhalt des Elements ist, und deren Richtung senkrecht auf der Ebene steht (Normalenvektor). Der Fluss durch ein solches Element ist die Komponente des Vektorfeldes in der Richtung des Elementes multipliziert mit seinem Flächeninhalt; genau das wird durch das Skalarprodukt ausgedrückt. Der Gesamtfluss durch {\displaystyle A} ist dann das Oberflächenintegral dieses Produktes über die gesamte Oberfläche.
{\displaystyle \Phi =\oint _{A}{\vec {E}}\;\cdot \mathrm {d} {\vec {A}}={\frac {Q}{\varepsilon _{0}}}}
Dabei ist {\displaystyle \Phi } der Fluss des Vektorfeldes {\displaystyle {\vec {E}}({\vec {x}})} durch die Oberfläche {\displaystyle A} des Volumens {\displaystyle V}, das die Ladung {\displaystyle Q} enthält (Achtung: Nicht verwechseln mit dem elektrischen Fluss {\displaystyle {\mathit {\Psi }}}, der sich als Integral aus der elektrischen Flussdichte {\displaystyle {\vec {D}}} ergibt). Die Elektrische Feldkonstante {\displaystyle \varepsilon _{0}} sorgt für die korrekten Einheiten.

### Einfache Anwendungen
Bei manchen Problemen wie der Berechnung elektrostatischer Felder in der Umgebung einfacher geometrischer Körper wie Platte, Linienladung oder Kugel kann man {\displaystyle \Phi } durch geschickte Wahl der Flächenelemente auch ohne Integral berechnen. Dazu legt man um die vorgegebene Ladungsverteilung eine möglichst einfache, geschlossene Hüllfläche aus wenigen Flächenelementen, für die der Fluss {\displaystyle \Phi } leicht bestimmt werden kann.

#### Punktladung

Radiales elektrisches Feld einer positiven Kugel.

Eine elektrisch geladene Kugel (elektrische Ladung {\displaystyle Q}) ist von Feldstärkevektoren {\displaystyle {\vec {E}}} umgeben, die radial nach außen laufen. Keine Richtung wird bevorzugt. Als geschlossene Hüllfläche im Sinne des gaußschen Gesetzes legt man darum eine konzentrische Kugel mit dem Radius {\displaystyle R}, die von den Feldstärkevektoren lotrecht durchstoßen wird.
Die Hüllfläche mit der Fläche {\displaystyle 4\pi R^{2}} denkt man sich aus vielen kleinen Flächenelementen zusammengesetzt. Jedes besitzt eine Flächennormale mit Betrag {\displaystyle \mathrm {d} A}, die parallel zum durchtretenden Vektor der Feldstärke ist. Dann folgt aus dem Gaußschen Gesetz
{\displaystyle {\frac {Q}{\varepsilon _{0}}}=4\pi R^{2}\cdot E}
mit dem Ergebnis
{\displaystyle E={\frac {Q}{4\pi \varepsilon _{0}}}\cdot {\frac {1}{R^{2}}}}.
Bei doppeltem Abstand sinkt die Feldstärke auf ein Viertel.

#### Linienladung

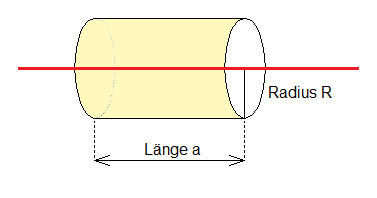
Zylinderförmige Hüllfläche um einen geladenen Draht

Ein elektrisch geladener, unendlicher langer Draht trage pro Längeneinheit {\displaystyle L} die Ladung {\displaystyle Q}. Das entspricht der Ladungsdichte {\displaystyle \lambda =Q/L}.
Aus Symmetriegründen bilden die Vektoren {\displaystyle {\vec {E}}} rechte Winkel mit dem Draht und durchstoßen die gelb eingezeichnete Zylinderwand senkrecht. Würde man diese Vektoren einzeichnen, ergäbe sich das Bild einer Rundbürste.
Als geschlossene Hüllfläche im Sinne des gaußschen Gesetzes legt man um einen Abschnitt dieses Drahtes einen Kreiszylinder der Länge {\displaystyle a}, der den Draht als Achse besitzt. Die Hüllfläche besteht aus drei Teilflächen:
- Linker und rechter Deckel mit den Flächeninhalten {\displaystyle \pi R^{2}}; jede Flächennormale ist parallel zum Draht und bildet deshalb mit den radial verlaufenden Vektoren der Feldstärke rechte Winkel. Dieser sorgt wiederum dafür, dass die entsprechenden Skalarprodukte den Wert Null ergeben. Die Deckel geben daher keinen Beitrag zum Fluss-Integral.
- Zylindermantel mit dem Flächeninhalt {\displaystyle 2\pi Ra}, den man sich aus vielen kleinen Flächenelementen zusammengesetzt denkt. Die Flächennormalen haben den Betrag {\displaystyle \mathrm {d} A} und sind parallel zu den durchtretenden Feldstärkevektoren. Deshalb besitzt jedes Skalarprodukt den Wert {\displaystyle \mathrm {d} AE}. Das Oberflächenintegral über den Zylindermantel ergibt

{\displaystyle {\frac {Q}{\varepsilon _{0}}}={\frac {\lambda \cdot a}{\varepsilon _{0}}}=2\pi RaE},
mit dem Ergebnis
{\displaystyle E={\frac {\lambda }{2\pi \varepsilon _{0}}}\cdot {\frac {1}{R}}}.
Bei doppelter Entfernung sinkt die Feldstärke auf die Hälfte. Der Draht muss nicht tatsächlich unendlich lang sein. Es genügt, wenn der Abstand R, in dem die Feldstärke gemessen wird, viel kleiner ist als die Drahtlänge. Andernfalls treten Randeffekte auf und der Anteil von Boden und Deckel muss mit berücksichtigt werden.

#### Flächenladung

Feldlinien einer positiv geladenen unendlich ausgedehnten Ebene

Eine positiv geladene, unendliche große Ebene trage pro Flächeneinheit die Ladung {\displaystyle Q}. Das entspricht der Ladungsdichte {\displaystyle \sigma =Q/A}.
Aus Symmetriegründen stehen die Vektoren {\displaystyle {\vec {E}}} der elektrischen Feldstärke lotrecht auf der Ebene.
Als geschlossene Hüllfläche im Sinne des gaußschen Gesetzes legt man um eine Teilfläche einen Quader der Höhe {\displaystyle 2H}, der von der geladenen Ebene etwa halbiert wird. Die {\displaystyle {\vec {E}}}-Vektoren durchstoßen beide Deckel des Quaders senkrecht. Seine Oberfläche besteht aus drei Elementen:
- Oberer und unterer Deckel mit den Flächeninhalten {\displaystyle A}; jede Flächennormale steht senkrecht zur geladenen Ebene und ist deshalb parallel zu {\displaystyle {\vec {E}}}. Durch jeden der beiden Deckel geht der Fluss {\displaystyle \Phi _{\text{oben}}=\Phi _{\text{unten}}=AE} nach außen.
- Der Rand des Quaders trägt nichts bei zum Fluss {\displaystyle \Phi }, weil {\displaystyle {\vec {E}}} mit den jeweiligen Flächennormalen rechte Winkel einschließt. Daran hätte sich auch nichts geändert, wenn man statt des Quaders ein Prisma mit anderer Grundfläche oder einen Zylinder gewählt hätte. Auch die Höhe {\displaystyle H} ist ohne Belang.

Der Gesamtfluss beträgt also
{\displaystyle \Phi _{\mathrm {gesamt} }=2AE}.
Wegen der im Quader enthaltenen Ladung gilt
{\displaystyle \Phi ={1 \over \varepsilon _{0}}Q_{\mathrm {eingeschlossen} }={1 \over \varepsilon _{0}}\sigma \cdot A}.
Ein Vergleich der rechten Seiten liefert das Ergebnis
{\displaystyle E={\frac {\sigma }{2\varepsilon _{0}}}}.
Die Feldstärke {\displaystyle E} ist also unabhängig vom Abstand {\displaystyle H} zur (unendlich ausgedehnten) geladenen Ebene. Wenn die Ebene begrenzt ist, gilt dieses Ergebnis nur für hinreichend geringe Abstände.

#### Zwei entgegengesetzt geladene Flächen

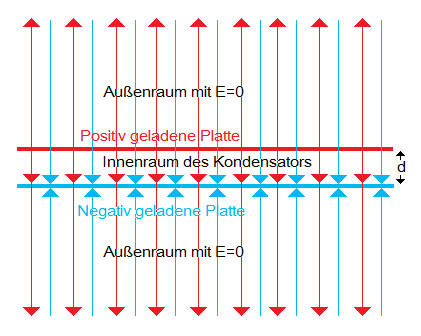
Blau: E-Vektoren der negativen Platte.
Rot: E-Vektoren der positiven Platte

Eine positiv geladene, sehr große Ebene trage pro Flächeneinheit die Ladung {\displaystyle Q}. Das entspricht der Ladungsdichte {\displaystyle \sigma =Q/A}. Im Abstand {\displaystyle d} verläuft eine parallele Ebene der Ladungsdichte {\displaystyle -\sigma }. Diese Anordnung wird auch als Plattenkondensator bezeichnet. Um Polaritäten unterscheiden zu können, wurde vereinbart, dass die Feldlinien von der positiven Platte weg zeigen (rot eingezeichnet) und zur negativen Platte hin zeigen (blau eingezeichnet).
Zwischen den beiden Platten sind die Pfeile gleich orientiert, dort addieren sich die einzelnen Feldstärken zu
{\displaystyle E={\frac {\sigma }{\varepsilon _{0}}}}.
Im Außenraum sind die Pfeile entgegengesetzt gerichtet, dort kompensieren sich die Feldstärken und es gilt {\displaystyle E_{\text{gesamt}}=0}. Vereinfachend sagt man, das elektrische Feld ist nur im Innenraum eines Kondensators vorhanden.

## Differentielle Form
Statt der makroskopischen Gesamtladung {\displaystyle Q} kann man die Ladung auch durch die Ladungsdichte {\displaystyle \rho } in jedem Punkt ausdrücken, wobei {\displaystyle Q} wiederum das Volumenintegral von {\displaystyle \rho } über dem gesamten von {\displaystyle A} eingeschlossenen Volumen {\displaystyle V} ist. Man erhält dann unter Verwendung der integralen Form und des Satzes von Gauß
{\displaystyle \int \rho \mathrm {d} V=\varepsilon _{0}\oint {\vec {E}}\cdot \mathrm {d} {\vec {A}}=\varepsilon _{0}\int {\vec {\nabla }}\cdot {\vec {E}}\mathrm {d} V}
wobei {\displaystyle \nabla } der Nabla-Operator ist. Da das Volumen beliebig ist, folgt die differentielle Form des Gesetzes
| {\displaystyle \nabla \cdot {\vec {E}}={\frac {\rho }{\varepsilon _{0}}}} |

## Zeitunabhängigkeit
Das gaußsche Gesetz wird in der Literatur häufig für den Bereich der Elektrostatik hergeleitet. Es gilt jedoch ohne Einschränkungen auch für die Elektrodynamik, obwohl dort auch zeitabhängige Vorgänge zu betrachten sind.
Um die Bedeutung des zeitunabhängigen gaußschen Gesetzes und seinen starken Zusammenhang mit der Ladungserhaltung zu veranschaulichen, bietet sich ein Gedankenexperiment an: Es sei möglich, Ladungen zu erzeugen, und es entstehe an einer Stelle im Raum zu irgendeinem Zeitpunkt eine bestimmte positive oder negative Ladung. Gefragt ist nach dem Feld der elektrischen Flussdichte {\displaystyle {\vec {D}}}, das eine konzentrisch um die Ladung gedachte Kugelfläche mit dem Radius {\displaystyle r} durchdringt. Da der Satz von Gauß keinerlei Zeitabhängigkeit enthält, müsste dieses Feld gleichzeitig mit dem Erzeugen der Ladung durch die Hüllfläche treten, auch, wenn diese beispielsweise {\displaystyle r} = 1 Lichtjahr weit entfernt wäre. Diese Vorstellung widerspricht jedoch der Relativitätstheorie, gemäß der sich Information (die Information über die Existenz der Ladung) und Energie (die Feldenergie) höchstens mit Lichtgeschwindigkeit ausbreiten können. Demnach käme das Feld im genannten Beispiel erst ein Jahr später an der gedachten Hüllfläche an.
Da nach allen physikalischen Erkenntnissen sowohl die einsteinsche Relativitätstheorie als auch das gaußsche Gesetz gilt, folgt, dass eine einzelne Ladung weder erzeugt noch vernichtet werden kann. Möglich ist nur die „paarweise“ gleichzeitige Erzeugung positiver und negativer Ladung am gleichen Ort (siehe Paarbildung (Physik)).

## Anwendung auf die Gravitation
Im Rahmen der newtonschen Gravitationstheorie lassen sich die oben dargestellten Prinzipien auch auf das Gravitationsfeld anwenden. Die Gravitationsbeschleunigung einer Masse M ergibt sich aus dem Gravitationsgesetz zu
{\displaystyle {\vec {g}}=-{\frac {GM}{r^{2}}}{\frac {\vec {r}}{r}}}.
Der Fluss durch die Oberfläche eines beliebigen Volumens ist dann
{\displaystyle \int \,\!\!\!\!\!\int _{\partial V}\!\!\!\!\!\!\!\!\!\!\!\!\!\!\!\!\!\;\;\;\bigcirc \,\,{\vec {g}}\;\cdot \mathrm {d} {\vec {A}}=-\int \,\!\!\!\!\!\int _{\partial V}\!\!\!\!\!\!\!\!\!\!\!\!\!\!\!\!\!\;\;\;\bigcirc \,\,{\frac {GM}{r^{2}}}{\frac {\vec {r}}{r}}\cdot {\vec {n}}\,\mathrm {d} A=-4\pi GM},
wobei {\displaystyle {\vec {n}}} der Normalenvektor ist.
Somit lässt sich das gravitative Beschleunigungsfeld einer Massenverteilung bestimmen mit
| {\displaystyle \int \,\!\!\!\!\!\int _{\partial V}\!\!\!\!\!\!\!\!\!\!\!\!\!\!\!\!\!\;\;\;\bigcirc \,\,{\vec {g}}\;\cdot \mathrm {d} {\vec {A}}=-4\pi GM} |
In differentieller Form und für allgemeine Massenverteilungen ergibt sich
| {\displaystyle \nabla \cdot {\vec {g}}=-4\pi G\rho ({\vec {r}})} |
was das gravitative Äquivalent der ersten Maxwellgleichung ist.